# West Maas en Waal

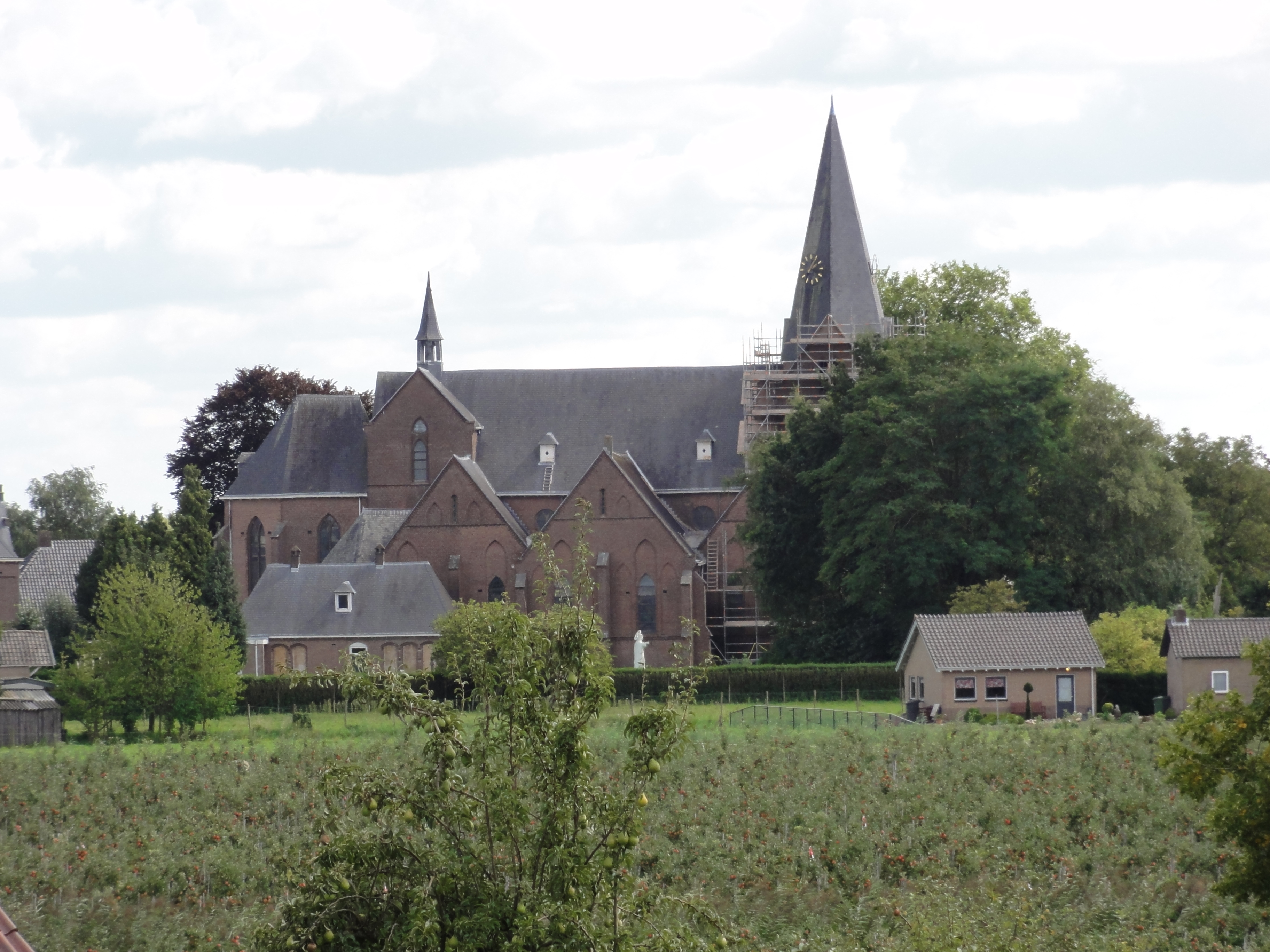

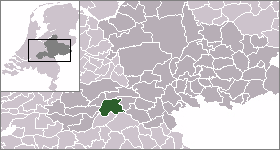
West Maas en Waals läge

West Maas en Waal är en kommun i provinsen Gelderland i Nederländerna. Kommunens totala area är 85,15 km² (där 7,70 km² är vatten) och invånarantalet är på 18 323 invånare (2005).